# 9407 Кімуранаото
9407 Кімуранаото (9407 Kimuranaoto) — астероїд головного поясу, відкритий 28 листопада 1994 року.
Тіссеранів параметр щодо Юпітера — 3,332.